# У реду је не бити у реду
У реду је не бити у реду (кореј. 사이코지만 괜찮아) јужнокорејска је телевизијска серија из 2020. године. Режију потписује Парк Шихинву, по сценарију Џо Јонг, док главне улоге тумаче Ким Сухен, Со Јеџи, О Џонгсе и Парк Гјујанг. Састоји се од 16 епизода које су емитовали tvN и Netflix од 20. јуна до 9. августа 2020.
Најпопуларнија је романтична серија из 2020. године у Јужној Кореји. Добила је позитивне рецензије критичара, иако су поједини критиковали сценарио у другој половини серије, али су похвалили глумачку поставу. The New York Times је прогласио једном од „најбољих међународних серија 2020.”

## Радња
Невероватан пут до емотивног исцељења отвара се за асоцијалну ауторку књига за децу и алтруистичног неговатеља на психијатрији кад им се путеви сусретну.

## Улоге
| Глумац       | Улога      |
| ------------ | ---------- |
| Ким Сухен    | Мун Гангте |
| Со Јеџи      | Ко Мунјунг |
| О Џонгсе     | Мун Сангте |
| Парк Гјујанг | Нам Џури   |